# Фінлі Пітер Данн
Фінлі Пітер Данн (народився Пітер Данн ; 10 липня 1867 — 24 квітня 1936) — американський гуморист, журналіст і письменник із Чикаго. У 1898 році Данн опублікував «Містер Дулі в мирі та у війні», збірку його національних ескізів містера Дулі. Вигаданий містер Дулі, розмовляючи з густим словом і акцентом ірландського іммігранта з графства Роскоммон, розповідав про політичні та соціальні питання того часу у своєму ірландському пабі в Південному Чикаго. Хитрий гумор і політична проникливість Данна заручилися підтримкою президента Теодора Рузвельта, частого об'єкта критики пана Дулі. Ескізи Данна стали настільки популярними та таким лакмусовим папірцем громадської думки, що їх щотижня зачитували на засіданнях кабінету Білого дому.

## Дитинство і початок кар'єри
Пітер Данн (пізніше він додав до свого імені Фінлі, дошлюбне прізвище матері) народився в Чикаго 10 липня 1867 року в родині Еллен Фінлі та Пітера Данна, теслі, обидва народилися в Ірландії. Він народився разом зі своїм братом-близнюком Джоном, який помер у дитинстві. Пітер був п'ятим із семи дітей Данн, які дожили до повноліття. Еллен Данн була начитаною людиною і створила книжкове середовище для своїх дітей. У сім'ї Данн було багато католицьких священиків, і один із таких родичів запропонував розумному хлопчику вивчити священика, але старший Пітер Данн відмовився, сказавши, що в його сім'ї не буде дітей, змушених ставати священиками. Розуміючи потенціал Пітера, батьки відправили його до середньої школи, єдиного хлопчика Данна, який відвідував. Його мати захворіла на туберкульоз, коли молодий Пітер закінчив початкову школу, і вона померла, коли він навчався у середній школі West Division . Швидше за все, через поразку Данн фінішував останнім у своєму класі, хоча він сяяв у шкільному літературному товаристві та як дискутант. Данн вивчав навчальну програму коледжу в Західному відділенні, але його погані оцінки завадили таким планам. Він знайшов роботу конторщика в Chicago Telegram і почав працювати там у 1884 році, незадовго до свого сімнадцятого дня народження. 
Через своїх родичів і як місцевий хлопець Данн був добре знайомий з місцевими поліцейськими судами та пожежними службами. Коли начальство зрозуміло, що він вміє писати, його підвищили до репортера і відправили висвітлювати поліцейське управління . Його письменницький талант став очевидним газетним конкурентам, які переглядали сторінки Telegram, і головний редактор Chicago Daily News Гаррі Тен Ейк Вайт переманив його в 1885 році підвищенням зарплати. Telegram ледве зводив кінці з кінцями; Daily News була безперечно найуспішнішою газетою в Чикаго. Замість довгих редакційних статей Уайт надавав перевагу змістовним коментарям, починаючи від речення до абзацу, і навчав Данна цьому. Деякі з елементів досвіду Данна в Daily News, можливо, знайшли відгук у його пізніших статтях містера Дулі . Редактор Вайт, місцевий гуморист і фанат перегонів, винайшов персонажа, «коня-репортера», який роздавав земну мудрість відвідувачам чиказької редакції, і написав серію етюдів про ірландську сім'ю, що живе на Арчер-авеню, Майбутній будинок Дулі. Також у штаті Daily News був Юджин Філд, гуморист і найбільш високооплачуваний журналіст у Чикаго з 1880-х років до своєї смерті в 1895 році. Роботи Філда, як правило, не викликали суперечок, контрастуючи з творами Дулі, але успіх Філда довів, що газетний гумор може окупитися. 
Редактор Уайт призначив Данна загальним репортажем новин і намагався дозволити йому писати спеціальні статті, чому він надавав перевагу, не люблячи потреби в роботі в загальних репортажах.  Десь до 1886 року Данн взяв дошлюбне прізвище своєї матері як своє друге ім'я, а в 1888 році змінив обидва імена на Фінлі Пітера Данна.
Місто Данна в цей час було божевільне від бейсболу через успіх Chicago White Stockings, і навесні 1887 року Daily News почала висвітлювати бейсбольні матчі (замість того, щоб просто друкувати остаточний рахунок). Уайт призначив Данна. І в домашніх іграх, і на виїзді Данн надсилав коментарі, як правило, про перші шість інінгів або близько того, найбільше, що можна було надрукувати до випуску о шостій годині, останнього на день (рахунки з пізніших подачі були вибиті в друкарську форму).  За словами Джеймса ДеМута в його книзі про чиказьких газетних гумористів, Данн разом із спортивним репортером Chicago Herald Чарльзом Сеймуром «значною мірою сформували сучасні форми американської спортивної преси».  Замість сухих підсумків, як це було звичайно до того моменту, Сеймур і Данн взяли сленг гравця технічними термінами. Одним із термінів, який Dunne приписують карбування, є південна лапа для опису лівого пітчера; на стадіоні White Stockings, глечик був повернутий на захід, коли він кидав у тарілку; таким чином він кинув рукою на південну сторону.  Данн не був шанувальником бейсболу, і бачив, що багато гравців були мускулистими, але неосвіченими; це призвело б до того, що його найвідоміша літературна творчість, містер Дулі, зауважив про кар'єру одного молодого гравця: «частки вигнали його зі школи, а закони про бродяжництво привели його до бейсболу».  
У січні 1888 року Чикаго Таймс найняла Данна з Daily News . Ця газета занепадала після смерті її давнього редактора Вілбура Ф. Сторі  і нове керівництво намагалося оживити її персонал, здійснюючи рейди на інші газети. Данн побачив потенціал для подальшого просування в рік виборів. Історик Чарльз Феннінг вважав, що Данн висвітлював національні з'їзди Республіканської та Демократичної партії «геніальними», і керівництво Times, мабуть, погодилося, оскільки вони призначили його міським редактором, хоча йому було лише 21 рік 

## Особисте життя
10 грудня 1902 року Данн одружився з дочкою свого соціального наставника Мері Ебботт, Маргарет Айвз Ебботт (1878—1955), яка, як і її мати, була відомою громадською жінкою в Чикаго та видатним гравцем у гольф. Обидва були серед переможців у цьому виді спорту на Олімпіаді 1900 року, Маргарет була володаркою золотої медалі. Вона продовжувала грати в гольф, поки вони з Данном виховували своїх чотирьох дітей, Фінлі Пітера Данна-молодшого, сценариста та режисера Філіпа Данна та близнюків Пеггі та Леонарда.
Данн помер у Нью-Йорку 24 квітня 1936 року 